# Chantry (Somerset)
Chantry – wieś w Anglii, w Somerset. W 1870-72 wieś liczyła 264 mieszkańców.